# Leontine van der Lienden
Leontine van der Lienden née le 4 avril 1959 à Utrecht, est une coureuse cycliste professionnelle néerlandaise.

## Palmarès sur route
- 1980
  - Udenhout
  - 2e du championnat des Pays-Bas sur route
  - 9e de la course en ligne des championnats du monde de cyclisme sur route 1980
- 1981
  - 3e du championnat des Pays-Bas sur route
- 1982
  - 3e étape des cinq jours de Chartres
  - Soest
  - 2e du championnat des Pays-Bas sur route
- 1983
  - Uithoorn
  - Culemborg
  - 3e du championnat des Pays-Bas sur route
- 1984
  - Omloop van 't Molenheike
  - 2e du championnat des Pays-Bas sur route